# Ряд (Вышневолоцкий район)
Ряд — деревня в Вышневолоцком городском округе Тверской области.

## География
Находится в центральной части Тверской области на расстоянии приблизительно 19 км по прямой на юг-юго-восток от вокзала железнодорожной станции Вышний Волочёк на левом берегу реки Тверца.

## История
На карте Менде (состояние местности на 1848 год) на месте деревни отмечены безымянные строения. В 1859 году здесь (деревня Вышневолоцкого уезда) было учтено 26 дворов. До 2019 года деревня входила в состав ныне упразднённого Холохоленского сельского поселения Вышневолоцкого муниципального района.

## Население
Численность населения 189 человек (1859 год), 0 в 2002 году, 1 в 2010.